# Genetta servalina
La jineta servalina (Genetta servalina) es una especie de mamífero carnívoro perteneciente a la familia Viverridae. Como todas las jinetas, son exteriormente similares a los felinos; sin embargo, no están estrechamente relacionados con estos.

## Subespecies
Se reconocen algunas subespecies, entre las cuales las más conocidas son:
- La jineta servalina de Lowe (G. s. lowei). Por muchos años, a partir de la piel de un solo ejemplar encontrado en las montañas Udzungwa, Tanzania en 1932, fue considerada como espécimen tipo. Fue redescubierta  durante una investigación en el 2000 y en 2002 fue fotografiada en 2002 en Udzungwa. Desde entonces se le ha captado por medio de cámaras trampa en las montañas Uluguru y Nguru, abriendo la posibilidad de que todavía se encuentre ampliamente distribuida en el llamado Arco montañoso Oriental de Tanzania.[2]

- La jineta cervalina de Zanzíbar (G. s. archeri) es endémica en la isla Unguja, Zanzíbar. Fue descubierta por la ciencia en 1995 cuando un cráneo y piel de fuero obtenidos en la villa Kitogani en Unguja. Algunos individuos fueron fotografiados con cámaras trampa por primera vez en enero de 2003 en cercanías al parque nacional Bahía Jozani-Chwaka.[3]

La jineta crestada (Genetta cristata) anteriormente fue considerada una subespecie de la jineta servalina, pero actualmente se le considera una especie aparte.